# حروف العرض والتحضيض
حروف التحضيض، أو حروف العرض والتحضيض، هي حروف يكون ما بعدها مطلوباً. فالجملة بعدها طلبية، فإذا كان الطلب رفيقاً هيناً فهو عَرْض، وإذا كان الطلب شديداً فيه حَث وتحريض فهو تحضيض
والحضُّ في اللغة: هو الحث والطلب بقوة.

## معان
ويشتمل أسلوب التحضيض على ثلاثة معانِ هي:
1-التحضيض: وهو التحريض على فعل شيء والترغيب فيه والحثُّ عليه حقاً قوياً.
2-العرض: وهو الطلب برفق ولين وأدب.
3-اللوم والتوبيخ على ترك الشيء المحضض عليه المرَغّب في فعله، أو على فعل الشيء المذموم المرَغّب في تركه ومع اللوم والتوبيخ يكون التنديم.
حروف العرض والتحضيض هي: هلّا-لولا-لوما-ألّا-ألا-أما-لو
هلّا:بتشديد اللام
لها حالتين: إذا وقع بعدها الفعل المضارع أصبحت تحضيض، مثال (هلّا تهتم بأسرتك؟)
و إذا وقع بعدها الفعل الماضي أصبحت توبيخ، مثال ( هلّا دافعتَ عن كرامتك؟)
لولا:مركبة من حرفين(لو، ولا)
لـ<لولا> في الكلام موضعين.
الموضع الأول:أن تكون تحضيضاً مثل ( لوما) أمثلة على ذلك( لولا تقوم، ولولا تخرج)
الموضع الثاني:
أن تكون حرف امتناع لوجوب، فإن كانت الجملتان بعدها موجبتين فهي حرف امتناع لوجوب، نحو قولك:لولا زيد لأحسنت إليك، فالإحسان امتنع لوجود زيد، وإن كانتا منفيتين فهي حرف وجوب لامتناع نحو: لولا عدم قيام زيد لم أحسن إليك، وإن كانتا موجبة ومنفية فهي حرف وجوب لوجوب نحو: لولا زيد لم أحسن إليك، وإن كانتا منفية وموجبة فهي حرف امتناع لامتناع نحو: لولا عدم زيد لأحسنت إليك.
لوما: مركبة من حرفين(لو، وما)
لم تجئ في كلام العرب إلا لمعنى التحضيض. تقول: لوما يقوم زيد، كما تقول لولا يقوم زيد، وهلّا يقومُ زيد.
ولا تدخل أبداً إلا للأفعال لأن التحضيض طلب في المعنى والطلب يكون بالفعل، فإن جاء شيء منه بالاسم فإلى الفعل يرجع، فإن وجد الاسم بعد <لوما> فعلى تقدير الفعل فإذا قال القائل:لوما زيداً فالتقدير:( لوما تكرمَ زيداً).
ألّا:بتشديد اللام مركبة من حرفين(أن، لا)
ليس لها في الكلام إلا موضع واحد وهي أن تكون تحضيضاً، ولا عمل لها، وتليها الأفعال لأنها تطلبها، وإن وليتها الأسماء فعلى تقدير الفعل.
ألا:بتخفيف اللام مركبة من حرفين (الهمزة، ولا)
وهي تفيد العرض مثال (ألا تزورُ بلدنا؟)
والأدوات الأخرى التي تفيد العرض هي
أما مثل ) :أما تشارك في المعرض العلمي للمدرسة) و
لو مثل (لو تمارس الرياضة فيصح بدنك). إن الجمل التي فيها أدوات العرض (ألا،وأما، ولو) هي جمل طلبية، لأن المتكلم يطلب من المخاطب شيئاً معيناً. بكلمات تدل على اللين واللطف والرقة، ويفهم ذلك من سياق الكلام .وأحرف العرض مثل أحرف التحضيض مختصة بالدخول على الأفعال، فإذا دخلت على الفعل الماضي، أفادت (العتب) .مثل (ألا بذلت جهداً متميزاً في دراستك) )،أما شاركت في المهرجان الخطابي) ،و (لو فكرت في التفوق). وأحرف التحضيض والعرض لا محل لها من الإعراب.
أن بعض أدوات التحضيض أو العرض تخرج إلى معنى أخر غير ما ذكرنا، فتأتي كل من(ألا وأما) حرف استفتاح وتنبيه في أول الجملة.

## روابط خارجية
كتاب رصف المباني في شرح حروف المعاني.